# Hate (альбом Thy Art Is Murder)
| Оценки критиков    | Оценки критиков |
| Источник           | Оценка          |
| ------------------ | --------------- |
| AllMusic           | [ 1 ]           |
| Decibel            | [ 2 ]           |
| Molten Magazine    | [ 3 ]           |
| Kill Your Stereo   | 80/100          |
| No Clean Singing   | Положительно    |
| New Noise Magazine | [ 6 ]           |
| TheMusic.com.au    | Положительно    |
| Exclaim.ca         | [ 8 ]           |
| Metal.de           | [ 9 ]           |

Hate — второй альбом австралийской дэткор-группы Thy Art Is Murder, выпущенный 19 октября 2012 года лейблом Halfcut Records, но 5 апреля 2013 года альбом был переиздан лейблом Nuclear Blast. Альбом дебютировал на 35-м месте в чарте ARIA Charts. Альбом также достиг первого места в чарте AIR, и занял 31 место в чарте Top Heatseekers.

## Список композиций
| №                   | Название                                                             | Длительность |
| ------------------- | -------------------------------------------------------------------- | ------------ |
| 1.                  | «Reign of Darkness»                                                  | 3:35         |
| 2.                  | «The Purest Strain of Hate»                                          | 3:25         |
| 3.                  | «Vile Creations»                                                     | 3:32         |
| 4.                  | «Shadow of Eternal Sin»                                              | 3:52         |
| 5.                  | «Immolation»                                                         | 3:22         |
| 6.                  | «Infinite Forms»                                                     | 4:32         |
| 7.                  | «Dead Sun» (featuring Nico Webers of War from a Harlots Mouth)       | 3:40         |
| 8.                  | «Gates of Misery»                                                    | 2:55         |
| 9.                  | «Defective Breed»                                                    | 3:40         |
| 10.                 | «Doomed From Birth» (featuring Joel Birch from The Amity Affliction) | 4:24         |
| Общая длительность: | Общая длительность:                                                  | 36:53        |

## Позиции в чартах
| Чарт (2012)                                            | Позиция |
| ------------------------------------------------------ | ------- |
| Australian Albums Chart (ARIA)                         | 35      |
| Australian Independent Record Labels Association (AIR) | 1       |
| US Top Heatseekers                                     | 31      |

## Участники записи
- Крис «CJ» Макмахон — вокал
- Энди Марш — гитара
- Том Браун — гитара
- Шон Деландер — бас-гитара
- Ли Стэнтон — ударные